# Niassan
Niassan est une commune rurale située dans le département de Di de la province du Sourou dans la région de la Boucle du Mouhoun au Burkina Faso.

## Géographie
Niassan est une ville située en bordure de la rivière Sourou et de la zone marécageuse environnante. Cette situation entraine également des problèmes sanitaires avec une population infantile sujette à une très forte prévalence (près de 50 % des 0-16 ans) de parasitoses diverses.

## Santé et éducation
Niassan accueille un centre de santé et de promotion sociale (CSPS) tandis que le centre médical avec antenne chirurgicale (CMA) de la province se trouve à Tougan.